# Li Guixian
Li Guixian (chinesisch 李贵鲜; * August 1937 in Gaizhou, Provinz Liaoning) ist ein Politiker der Kommunistischen Partei Chinas (KPCh) in der Volksrepublik China, der unter anderem zwischen 1988 und 1993 Gouverneur der Chinesischen Volksbank und von 1998 bis 2008 Vize-Vorsitzender des Nationalkomitees der Politischen Konsultativkonferenz des chinesischen Volkes (PKKCV) war.

## Leben
Li Guixian schloss 1959 ein Studium an der Pekinger Fremdsprachenuniversität ab und begann anschließend ein Studium an der Chinesischen Universität für Wissenschaft und Technik. Dieses Studium im Fach Physikalische Chemie setzte er 1960 an der Chemisch-Ingenieurwissenschaftlichen Dmitri-Mendelejew-Institut in der Sowjetunion fort und schloss dieses 1965 ab. Während dieser Zeit wurde er 1962 Mitglied der Kommunistischen Partei Chinas (KPCh). Nach seiner Rückkehr in die Volksrepublik China war er von 1965 bis 1967 zunächst Mitarbeiter des Forschungsinstituts des Ministeriums für öffentliche Sicherheit und danach zwischen 1967 und 1977 Mitarbeiter der Fabrik Nr. 777. In dieser war er zunächst Techniker, danach Werkstattleiter sowie stellvertretender Direktor, ehe er Chefingenieur sowie zuletzt stellvertretender Sekretär des Parteikomitees der Fabrik Nr. 777 war. Anschließend fungierte er zwischen 1977 und 1979 als stellvertretender Direktor und Chefingenieur des Büros für Elektroindustrie von Jinzhou sowie von 1979 bis 1982 als stellvertretender Direktor und Chefingenieur des Büros für Elektroindustrie der Provinz Liaoning. Zugleich war er zwischen 1979 und 1982 als stellvertretender Sekretär der Parteiführungsgruppe der KPCh im Büro für Elektroindustrie der Provinz Liaoning.
Auf dem XII. Parteitag 1982 wurde Li Guixian Mitglied Zentralkomitee der Kommunistischen Partei Chinas (ZK der KPCh) und gehörte diesem Gremium bis zum XVII. Parteitag 2007 an. Er war zwischen 1982 und 1985 Vize-Gouverneur der Provinz Liaoning und bekleidete diese Funktion bis 1985. Zugleich war er von 1982 bis 1983 Vorsitzender des Provinzkomitees der Kommission für Wissenschaft und Technologie sowie zwischen 1983 und 1985 Mitglied des Ständigen Ausschusses des Provinzkomitees der KPCh der Provinz Liaoning. Danach fungierte er als Nachfolger von Guo Feng von Juni 1985 bis zu seiner Ablösung durch Quan Shuren 1986 als Sekretär des Provinzkomitees der KPCh der Provinz Liaoning. Im Anschluss übernahm er am 17. Juni 1986 von Huang Huang den Posten als Sekretär des Parteikomitees der KPCh der Provinz Anhui und verblieb in dieser Funktion bis zum 28. April 1988, woraufhin Lu Rongjing seine dortige Nachfolge antrat.
Im April 1988 löste Li Guixian Chen Muhua als Gouverneur der Chinesischen Volksbank und hatte diesen Posten bis zu seiner Ablösung durch Zhu Rongji im Juli 1993 aus. Er war zudem kraft Amtes von 1988 bis 1998 Mitglied im Staatsrat der Volksrepublik China sowie als solcher zwischen 1994 und 1998 auch Präsident der Chinesischen Nationalen Schule für Verwaltung, der heutigen Chinesischen Regierungsakademie. Im Anschluss wurde er 1998 Vize-Vorsitzender des Nationalkomitees der Politischen Konsultativkonferenz des chinesischen Volkes (PKKCV) und übte diese Funktion zehn Jahre lang bis 2008 aus.